# Camille Jones
Camille Jones (* 19. Oktober 1974 in Kopenhagen) ist eine dänische Pop- und Dancehouse-Sängerin.

## Werdegang
Schon früh entdeckte Camille die Leidenschaft für Musik und übernahm bei mehreren Bands die Backgroundstimme. Im Jahr 2000 veröffentlichte sie ihr Debütalbum Camille Jones in Dänemark, von welchem die Singles Daddy Would Say und Nothing Comes from Nothing ausgekoppelt wurden. 2004 brachte Jones ihr zweites Album Surrender auf den Markt. Sie nahm ein Musikvideo für die Single The Creeps auf, das 2005 bei den Danish Music Awards nominiert wurde.
Den größten Erfolg hatte Camille Jones mit einer Remix-Version des Titels The Creeps 2007, produziert von Fedde Le Grand. Mit dem Remix und einem neu gedrehten Video erlangte sie vor allem in der Danceszene Bekanntheit. Die Single kam im Frühjahr 2007 auf Platz 1 der britischen Dance-Charts und auf Platz 7 der UK-Single-Charts. In Deutschland erreichte sie Platz 17 der deutschen Dance-Charts. Am 25. Juli 2008 wurde The Creeps als CD-Single auf den deutschen Markt gebracht, welche jedoch nur Platz 82 in den deutschen Single-Charts erreichte.
Im Jahr 2008 veröffentlichte Camille ihr drittes Studioalbum Barking up the Wrong Tree. Das Album ist, anders als die vorherigen Werke, stark von House und Electronica geprägt. Die Singleauskopplungen Difficult Guys und I Am (What You Want Me to Be) waren Radiohits in Dänemark. Im Dezember 2008 wurde ein Musikvideo zu I Am (What You Want Me to Be) veröffentlicht.
Ende Dezember 2008 und Anfang Januar 2009 tourte Camille Jones mit Ida Corr und Fedde Le Grand durch Australien.
Am 7. Januar 2011 stieg Jones zusammen mit KATO, Ida Corr und Johnson mit der dänischen Single "Sjus" direkt auf Platz 1 der dänischen Singlecharts ein.

## Diskografie

### Alben
- 2000: Camille Jones [Warner Music][4]
- 2004: Surrender [Offbeat Records]
- 2005: Surrender (International Version) [A:larm Music]
- 2008: Barking up the Wrong Tree [Lifted House]
- 2011: Did I Say I Love You [Lifted House][5]

### Singles
- 2000: Nothing Comes From Nothing
- 2005: The Creeps
- 2007: The Creeps (Fedde Le Grand Remix)
- 2008: Difficult Guys
- 2008: I Am (What You Want Me To Be)
- 2009: Someday
- 2009: Get Me Out
- 2010: Better Forget (mit The House Keepers)[6]
- 2010: I Like It (mit Morten Breum)
- 2010: The Truth[7]
- 2011: Sjus (mit KATO, Ida Corr & Johnson)[8]
- 2011: The Streets[9]